# Kobiai
Kobiai (en rus: Кобяй) és un poble de la República de Sakhà, a Rússia, segons el cens del 2021 tenia 2.172 habitants. Pertany al districte de Sangar.